# Dokoutchaïevsk
Dokoutchaïevsk (en ukrainien : Докучаєвськ, en russe : Докучаевск) appelée de 1912 à 1954 Elenovskie Kariery, est une ville de l'oblast de Donetsk, en Ukraine.
Elle fait partie de facto de la république populaire de Donetsk depuis 2014.
Sa population s'élevait à 23 733 habitants en 2013. Le village de Iasnoïé (767 habitants en 2019) lui est rattaché administrativement.

## Géographie
Dokoutchaïevsk est située à 31 km au sud de Donetsk.

## Histoire
La localité est née en 1912 en relation avec le développement de l'extraction de flux calcaire, de dolomite pour l'usine Petrovski et l'usine Makeïevski. Sur la carte de l'ouïezd de Marioupol du gouvernement d'Ekaterinoslav, compilée par M. Griner en 1916, le lieu est marqué comme « Carrière R.B.M.O. ». Après la révolution d'Octobre, les usines sont nationalisées.
La localité est appelée Elenovskie Kariery. Ces carrières de calcaire livrent aux usines métallurgiques Makeïevski et Hughes (aujourd'hui usine métallurgique de Donetsk). Des habitations de pierre remplacent les premières maisons de bois, on met en place une coopérative d'ouvriers fournissant des denrées alimentaires et des biens et l'on ouvre une clinique. En 1935, Elenovskie Kariery fait partie du raïon d'Olguinka. La localité reçoit le statut de commune urbaine le 27 octobre 1938.
La ville a été nommée en 1954 en l'honneur de Vassili Dokoutchaïev (1846-1903), un géologue et pédologue renommé, fondateur de l'école russe de la science du sol. Dokoutchaïevsk a le statut de ville depuis 1954. En 1959, elle entre dans le raïon de Volnovakha.

## XXIesiècle
À partir de la mi-avril 2014, des séparatistes soutenus par la Russie ont capturé Dokoutchaïevsk et plusieurs autres villes de l'oblast de Donetsk.
Depuis lors, la ville est sous le contrôle de la République populaire de Donetsk.

Carrière de la ville exploitée par l'usine Flux-Dolomite.

## Population
La ville connaît un déclin démographique marqué depuis quelques années. Le solde naturel est de —1 pour cent. La langue ukrainienne est parlée quotidiennement par 28,4 pour cent de la population.
Recensements (*) ou estimations de la population :
| 1939* | 1959*  | 1970*  | 1979*  | 1989*  |
| ----- | ------ | ------ | ------ | ------ |
| 9 175 | 16 847 | 25 201 | 24 137 | 26 038 |

| 2001*  | 2010   | 2011   | 2012   | 2013   |
| ------ | ------ | ------ | ------ | ------ |
| 24 383 | 23 791 | 23 714 | 23 717 | 23 733 |

## Eléments culturels

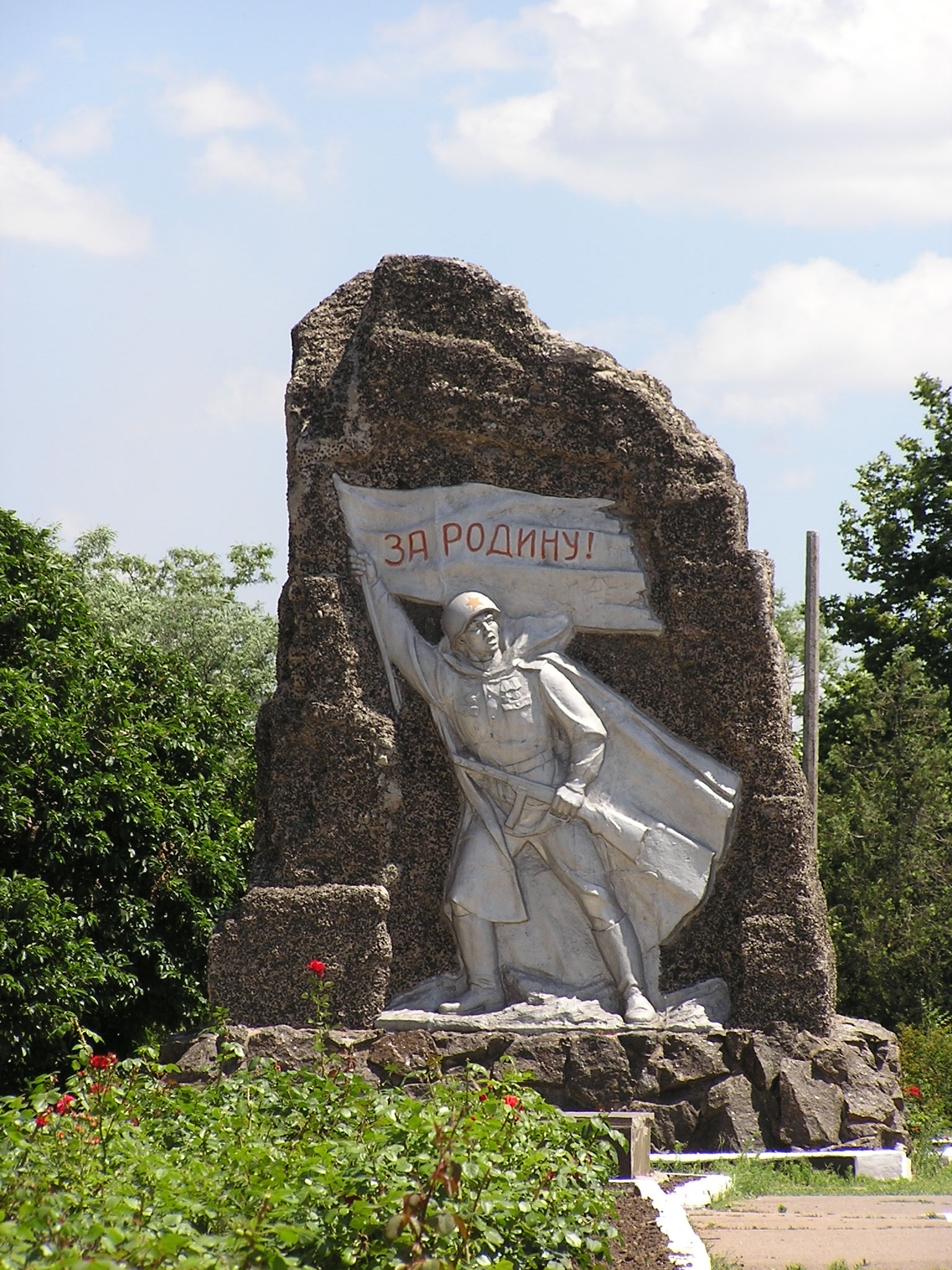
Monument en hommage aux soldats de la Grande Guerre patriotique classé[3].
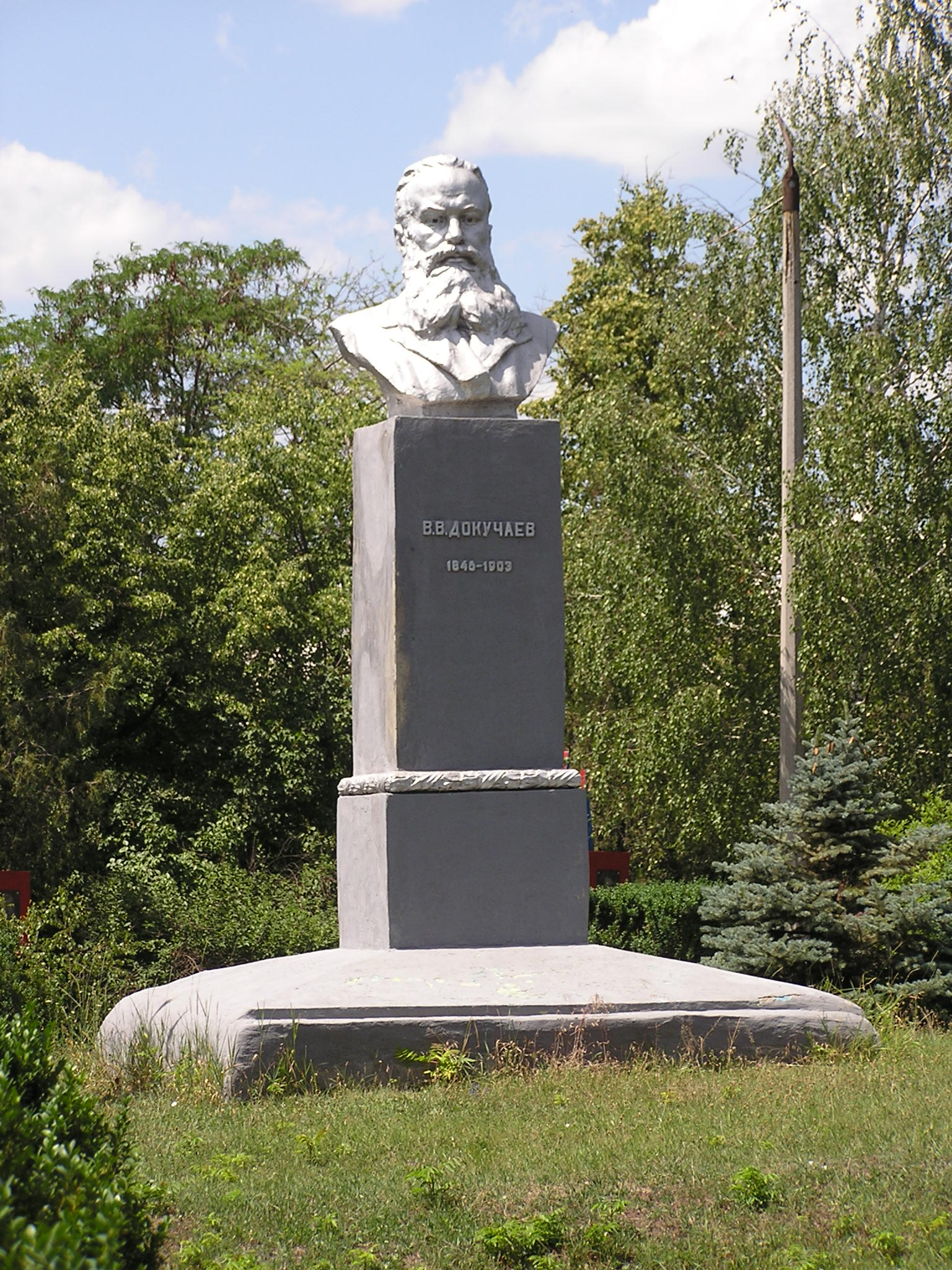
Buste de Dokoutchaïev classé[4].
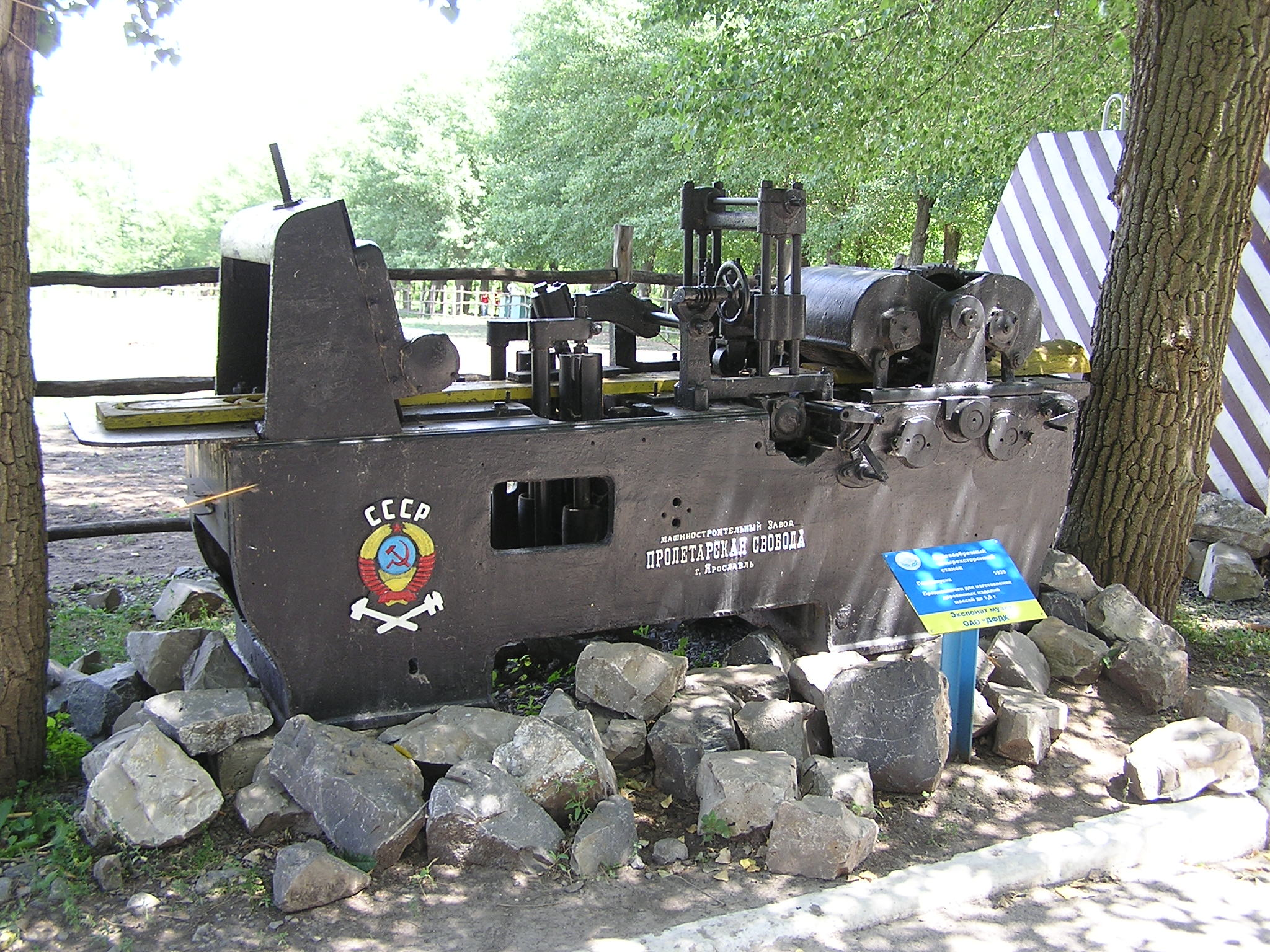
Musée de l'usine Flux-Dolomite.
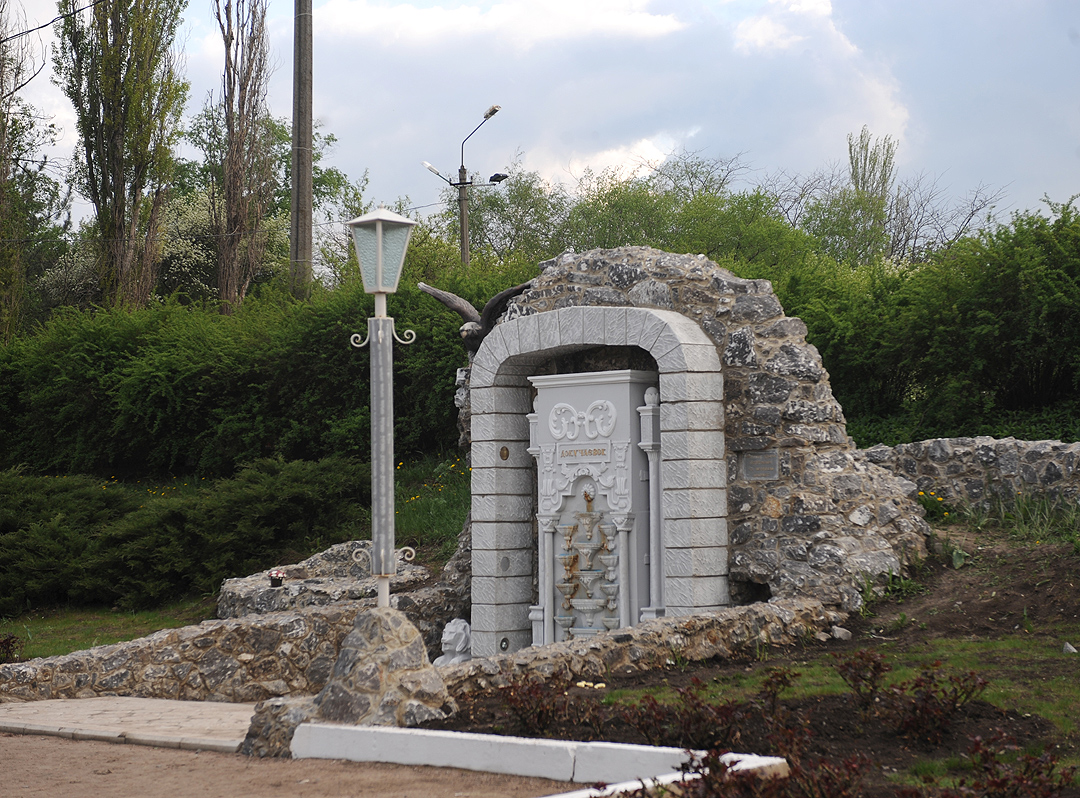
Le zoo de Dokoutchaïevsk.
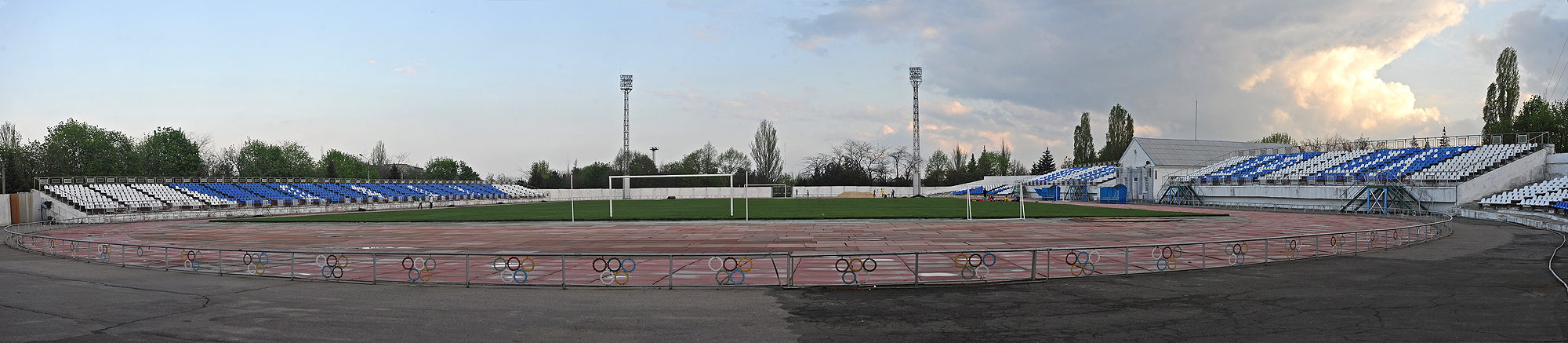
Stade avant-garde.